# كريستيانو لوبيز
كريستيانو لوبيز (بالبرتغالية: Cristiano Lopes‏) هو لاعب كرة قدم برازيلي في مركز الهجوم، ولد في 18 فبراير 1978 في ريو دي جانيرو في البرازيل. لعب مع بيرسيتا تانغيرانغ وشتوتغارت كيكرز.

## وصلات خارجية
- كريستيانو لوبيز على موقع قاعدة بيانات كرة القدم.إي يو (الإنجليزية)
- كريستيانو لوبيز على موقع Soccerway.com (الإنجليزية)